# Te acordarás de mí
Te acordarás de mí es el segundo y último álbum de estudio de la cantante y actriz mexicana Eiza González y el primer disco que se involucra como compositora musical ya que cinco pistas musicales son de su autoría. Fue lanzado a la venta el 5 de junio de 2012 en toda Latinoamérica. El 17 de julio de 2012 es lanzado a la venta en Estados Unidos.
Este disco es totalmente diferente a su trabajo de 2009, ya que este tiene un concepto mucho más visual, más fotográfico, con un sonido más fresco y en el que se mezcla la música con la moda de manera más natural."Las canciones en este disco, así como la música y el sonido son diferentes a mi anterior álbum, ya que antes hacía música pop rock y ahora estoy enfocada en una mezcla de sonidos, como lo pueden notar en mi primer sencillo", señaló. 
El álbum fue grabado en Los Ángeles, California, en Texas, y en México. Fue producido por Ettore Grenci, Roy Tavaré, Fredd Cañedo y Carolina Rosas. En República Dominicana grabó el tema «Mentiroso» junto al artista El Cata.
El álbum incluye los géneros Pop y Pop latino, con estilos Dance-pop y Electro-pop incluso con influencias folclóricas originarias de México como el Ranchero y el Mariachi.
El primer sencillo del álbum fue «Te acordarás de mí», lanzado el 16 de abril de 2012. Fue compuesto por Eiza, Carlos Lara y Alejandra Alberti. El vídeo musical fue filmado en la Ciudad de México y estuvo bajo la dirección de Gerard Mates. El segundo sencillo del álbum se titula «Invisible», lanzado el 1 de agosto de 2012, el cual no cuenta con video musical.

## Antecedentes y lanzamiento
En junio de 2011, Eiza tomó su Twitter para anunciarle a sus fanes que estaba trabajando en su segundo álbum de estudio. La cantante estuvo mucho tiempo escribiendo y grabando las canciones, y afirmó que no quería aparecer en la televisión hasta que su álbum este terminado.
González dijo que su segundo proyecto musical sería mucho más diferente a su primero, Contracorriente.
Eiza se involucró mucho con el diseño y composición del disco, ella diseño la ropa y el concepto del disco ya que ella quería que este proyecto de arte defina como es ella; un ambiente más fresco, alegre y divertido que se lleve con el sonido de las canciones a la vez. 
El álbum fue producido por Ettore Grenci, Roy Tavaré, Fredd Cañedo y Carolina Rosas en México y grabado en Sonic Ranch (Tornillo Texas), Estados Unidos.
Se programó el lanzamiento del disco para el 12 de junio de 2012, finalmente fue lanzado a la venta el 5 de junio de 2012 en toda Latinoamérica. El 26 de junio de 2012 se lanzó en descarga digital el EP Te Acordarás De Mí (Remixes).  Este contiene la canción original Te Acordarás De Mí y tres remezclas. El 17 de julio de 2012 es lanzado a la venta en Estados Unidos.
Respecto al contenido de esta producción, Eiza declaró que este álbum habla del desamor pero de una manera graciosa, que contiene canciones con una letra mucho más adulta y en el cual se hablan de temas que son más cercanos a su vida diaria. Ella expresó «el primer tema habla de cuando te quieren ver la cara en una relación y creen que no te vas a dar cuenta, habla de reírte de la situación en lugar de llorar por ella, otra de las canciones, Invisible, es muy sarcástica, trata de desamor y despecho, pero de forma divertida». 
En octubre de 2012 vía Twitcam, Eiza anunció que en 2013 volvería a la música con una reedición de Te acordarás de mí. También se rumorea que a finales de 2013 lanzará su tercer álbum de estudio. El 24 de enero de 2013, la cantante habló del retraso de su segundo sencillo ya que ahora forma parte de la disquera Universal Music.

## Sonido e influencias
Este material incluye una mezcla de géneros, que van desde la electrónica, pasando por la ranchera, mezclado con bits, con guitarras y violines. En esta ocasión, la intérprete pidió la colaboración de los músicos Billy Méndez, Paty Cantú, Carlos Baute y Pambo, quienes le dieron temas para este disco, además recordar de que ella es autora de cinco de los temas de esta nueva placa.
Eiza reveló que en su nuevo álbum quería buscar su propio sonido y experimentar diferentes géneros musicales. El álbum tiene principalmente géneros como el pop latino, se puede observar en los temas «Te acordarás de mí», o «Mentiroso» junto al El Cata, electro y dance en «Quiero que seas tú» o «El beat», mariachi en «Invisible» y «Grosero», hula como en «La playa», jazz en «Solo tú», y baladas pop como en «Te vas», «Dos filos», entre otras. Su discográfica le propuso a Eiza escribir canciones para este álbum, para que sea más personal. La cantante escribió junto a Paty Cantú, Billy Méndez, entre otros. Las canciones «Quiero que seas tú» y «Como sigo viviendo» son dedicadas al padre de Eiza, quien falleció cuando ella tenía solo 12 años por esto ella no quiso involucrar esta canción en el disco pero finalmente la disquera la convenció de que el tema fuera parte del proyecto musical.

## Sencillos
- «Te acordarás de mí» es el primer sencillo del álbum. González coescribió la canción en la Ciudad de México, junto a Carlos Lara y Alejandra Alberti.[8] El video musical fue grabado en la Ciudad de México por el director español, Gerard Mates y fue lanzado el 30 de abril de 2012 en la cuenta de VEVO de Eiza, el videoclip supera los 44 millones de visitas en Youtube.[9] Para este videoclip, la también actriz quiso reflejar el sarcasmo que maneja en la letra de este tema, y para ello se hace acompañar de bailarines, quienes al ritmo de la música se divierten en un carrusel o en una jaula, y en la cual se invita a la fiesta, todo esto lleno de color y mucho baile.

- «Invisible» es el segundo sencillo. Fue lanzado en las radios de toda Latinoamérica el 1 de agosto de 2012.

### Otras canciones
- «El Beat» fue presentada en muchas ocasiones sin ser sencillo en varios festivales de radio. Se presentó por primera vez en la "XXXIV Marcha Nacional del Orgullo y la Dignidad" en la Ciudad de México. También en el concierto EXA y en el evento Oye. Esta canción fue compuesta por la cantante Paty Cantú.

## Lista de canciones
| - Te acordaras de mí |                            |          |  |
| N.º                  | Título                     | Duración |  |
| 1.                   | «Te Acordarás De Mí»       | 3:12     |  |
| 2.                   | «Grosero»                  | 2:46     |  |
| 3.                   | «Quiero Que Seas Tú»       | 3:46     |  |
| 4.                   | «Dos Filos»                | 3:39     |  |
| 5.                   | «Frío»                     | 3:32     |  |
| 6.                   | «Solo Tú»                  | 3:31     |  |
| 7.                   | «La Playa»                 | 3:31     |  |
| 8.                   | «Invisible»                | 3:41     |  |
| 9.                   | «El Beat»                  | 3:27     |  |
| 10.                  | «Te Vas»                   | 3:43     |  |
| 11.                  | «Como Sigo Viviendo»       | 4:14     |  |
| 12.                  | «Mentiroso» (feat El Cata) | 3:19     |  |
| 42:25                |                            |          |  |

| - Te acordarás de mí (Remixes) - EP' |                                                     |          |  |
| N.º                                  | Título                                              | Duración |  |
| 1.                                   | «Te Acordarás De Mí»                                | 3:09     |  |
| 2.                                   | «Te Acordarás De Mí» (Ludovika Prey Remix)          | 6:22     |  |
| 3.                                   | «Te Acordarás de Mí» (Ricardo Reyna Classico Remix) | 5:56     |  |
| 4.                                   | «Te Acordarás de Mí» (Ricardo Reyna Classico Remix) | 4:33     |  |
| 19:10                                |                                                     |          |  |

## Historial de lanzamientos
| Región              | Fecha                         | Formato                                |
| ------------------- | ----------------------------- | -------------------------------------- |
|                     | 5 de junio de 2012            | Edición estándar - CD/Descarga digital |
| 26 de junio de 2012 | Remixes EP - Descarga digital |                                        |
| Estados Unidos      | 17 de julio de 2012           | Edición estándar - CD/Descarga digital |